# Radha Kessar

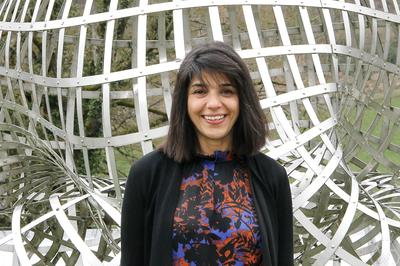
Radha Kessar

Radha Kessar ist eine indische  Mathematikerin, die sich mit Algebra und speziell Darstellungstheorie endlicher Gruppen befasst.
Kessar studierte an der Universität Panjab mit dem Bachelor-Abschluss 1991 und wurde (nach dem Master-Abschluss im selben Jahr) 1995 bei Ronald Solomon an der Ohio State University promoviert (Blocks and Source Algebras for the Double Covers of the Symmetric Groups). Ab 1995 war sie dort Lecturer, ab 1997 Visiting Assistant Professor an der Yale University und 1997 bis 1999 in gleicher Funktion an der University of Minnesota und 1999 bis 2002 Junior Research Fellow in Oxford (University College). 2002 wurde sie Assistant Professor an der Ohio State University, 2005 Senior Lecturer, 2007 Reader und 2011 Professor an der Universität Aberdeen und 2012 Professorin an der City University London. Seit April 2024 ist sie Professorin an der University of Manchester.
2005 war sie Gastprofessorin an der Universität der Franche-Comté und 2008 Gastwissenschaftlerin am MSRI.
2009 erhielt sie mit Joseph Chuang den Berwick-Preis. 2016 war sie eingeladene Sprecherin auf dem Europäischen Mathematikerkongress in Berlin (On Perverse Equivalences and Rationality, mit Joseph Chuang).

## Schriften
- Introduction to block theory. In: M. Geck, D. M. Testerman, J. Thévenaz (Hrsg.), Group Representation Theory, EFPL Press 2007
- mit Michael Aschbacher, B. Oliver: Fusion Systems in Algebra and Topology, Cambridge University Press 2011
- mit Gunter Malle: Quasi-isolated blocks and Brauer’s height zero conjecture, Annals of Mathematics, Band 178, 2013